# Meinung
Unter einer Meinung oder Auffassung wird in der Erkenntnistheorie eine von Wissen und Glauben unterschiedene Form des Fürwahrhaltens verstanden.
Nach einer verbreiteten philosophischen Begriffsverwendung ist das Meinen ein Fürwahrhalten, dem sowohl subjektiv als auch objektiv eine hinreichende Begründung fehlt. Dadurch unterscheidet sich das Meinen vom Glauben und vom Wissen. Von Glauben spricht man, wenn jemand eine Aussage für wahr hält, ihre Wahrheit also subjektiv als gesichert erscheint, obwohl der Glaubende keine objektiv zureichende Begründung dafür angeben kann. Der Unterschied zum Wissen besteht darin, dass der Wissende nicht nur von der Wahrheit der Aussage überzeugt ist, sondern auch über eine objektiv zureichende Begründung dafür verfügt. Diese Abgrenzung der drei Begriffe ist allerdings in der Philosophie nicht allgemein anerkannt, insbesondere hinsichtlich der Unterscheidung von Meinung und Glauben. In englischen Texten wird diese Unterscheidung nicht vorgenommen; belief kann sowohl mit „Meinung“ als auch mit „Glaube“ übersetzt werden. Hinzu kommt, dass in der Alltagssprache oft nicht zwischen „Meinung“, „Glaube“ und „Überzeugung“ unterschieden wird. Weder alltagssprachlich noch fachsprachlich hat sich eine einheitliche Begriffsverwendung durchgesetzt.

## Bedeutung außerhalb der Philosophie
LehrmeinungEine Lehrmeinung wird durch die Expertise, das Wissen und das Nachdenken ihres Vertreters bestimmt. Anders als die persönliche Meinung ist sie nicht eine Frage von dessen Persönlichkeit. Der Sprachgebrauch entspricht einer Denotation des Wortes „Meinung“, die neben anderen Bedeutungen seit dem Frühneuhochdeutschen verbreitet war.
Persönliche MeinungUmgangssprachlich, in der Sozialpsychologie und in einigen weiteren Wissenschaften versteht man unter Meinung eine von direkter Betroffenheit, von individuellen Wertvorstellungen, Geschmack und/oder Gefühlen geprägte Einstellung eines Menschen gegenüber einem bestimmten Gegenstand. In Ausdrücken und Redewendungen wie „Meinungsfreiheit“, „Meinungsaustausch“, „eine Meinung äußern“ und „jemandem die Meinung sagen“ wird deutlich, dass in demselben Sinne auch einzelne Aussagen als „Meinung“ bezeichnet werden können.
Öffentliche MeinungPersönliche Meinungen können zur öffentlichen Meinung werden, wenn sie in einer Gesellschaft öffentlich diskutiert und als vorherrschend und repräsentativ betrachtet werden. Zwischen der persönlichen Meinung einerseits und der öffentlichen Meinung andererseits bestehen vielfältige und komplexe Wechselwirkungen, mit deren Beschreibung sich die Soziologie, die Politikwissenschaft, die Betriebswirtschaftslehre, die Literatur- und Medienwissenschaft und die Volkskunde beschäftigen.

## Etymologie und Bedeutungswandel

### Bedeutung
Das Wort „Meinung“ geht auf germanisch *mainô, ahd. meinunga und mhd. meinunge zurück; das Substantiv ist eine Ableitung des Verbs meinen. Im ursprünglichen Sinne bezeichnete es die Bedeutung oder den Sinn einer Aussage oder von Zeichen. Noch Luther benutzte den Ausdruck in diesem alten Sinne:

„Die Weise ist, daß man wenig Worte mache, aber viel und tiefe Meinungen oder Sinne. Je weniger Worte, je besser das Gebet, je mehr Worte, je ärgerlicher das Gebet.“

Als meaning hat diese Bedeutung sich im Englischen bis heute erhalten. Im Deutschen kam sie auch beim jungen Goethe gelegentlich noch vor:

„GÖTZ. Was soll das?
RATH. Ihr wollt nicht hören. Fangt ihn!
 GÖTZ. Ist das die Meinung?“

### Absicht, Gesinnung oder Beurteilung
Im Sinne von „Vorhaben“ und „Absicht“, von (freundlicher oder übelwollender) „Gesinnung“ und von „Werturteil“ im engsten Sinne wird Meinung heute nicht mehr verwendet:

„BUTTLER. Wisst Ihr andern Rat, des Kaisers Meinung zu vollziehen?“

„LEICESTER. […] Der Rang, den ich bekleide, das Vertrauen, wodurch die Königin mich ehrt, muß jeden Zweifel in meine treue Meinung niederschlagen.“

„WALTER. […] Ihr gebt mir schlechte Meinungen, Herr Richter.“

### Lehrmeinung
In einem moderneren Sinne war „Meinung“ die auf Kenntnis und Erwägung gegründete Auffassung, die jemand von etwas hat. Diese Verwendung, die sich in dem Wort Lehrmeinung bis heute erhalten hat, findet sich bereits in Luthers Übersetzung des Neuen Testaments:

„Von den Jungfrauen aber habe ich kein Gebot des Herrn; ich sage aber meine Meinung [γνώμην, gnōmēn], als der ich Barmherzigkeit erlangt habe vom Herrn, treu zu sein.“

Auch im 18. Jahrhundert war sie noch weit verbreitet:

„Der Herr D. Heumann war der erste, welcher in seinen Actis Philosophorum seine Gedanken etwas umständlicher darüber entdeckte, und aus den Elpistikern die Christen machte. Der Herr Pastor Brucker wählte eine andere Meinung, und machte Stoiker daraus […]“

### Unzureichend begründetes Fürwahrhalten
Spätestens Kant verstand „meinen“ und „Meinung“ auch im Sinne der griechischen Philosophie (siehe weiter unten), also als Doxa:

„Meinen ist ein mit Bewußtsein sowohl subjektiv als objektiv unzureichendes Fürwahrhalten.“

### Persönliche Meinung
Im heutigen Sinne bezeichnet eine „Meinung“ meist eine persönliche Auffassung, die jemand von einer Sache hat. In dieser Bedeutung wird das Wort spätestens seit dem 18. Jahrhundert gebraucht:

„LADY MILFORD. […] Kann ich eine Freude dran finden, sie was zu fragen, wenn ich voraus weiß, was sie mir antworten werden? Oder Worte mit ihnen zu wechseln, wenn sie das Herz nicht haben, andrer Meinung als ich zu sein?“

Zu den Konnotationen des Wortes zählt nicht nur Subjektivität und emotionale Einfärbung der Auffassung, sondern auch ein gewisser Gegensatz zum zuverlässigen Wissen und zum gründlichen Durchdachthaben; gelegentlich impliziert das Wort sogar ein Irren:

„Deine geliebte Tochter Marcebille, da alle Wachen auf dem Posten ruhig, in Meinung, dass der Riese sie beschützte, ward uns entführt […]“

Die persönliche Meinung ist in Deutschland unter den besonderen Schutz der Meinungsfreiheit gestellt, welche in Art. 5 Abs. 1 GG kodifiziert ist.

## Begriffsgeschichte

### Griechische Philosophie
„Meinung“ zählt zu den Grundbegriffen der Erkenntnistheorie und wird bereits in der antiken Philosophie behandelt. Die Unterscheidung von Wissen und Meinung wird erstmals in Xenophanes’ Fragmenten vorgenommen. Xenophanes wollte sich vom Absolutheitsanspruch der Mythen befreien und war auf der Suche nach forschungsorientierter Erkenntnis. Er ging davon aus, dass endgültige Wahrheit allein den Göttern zugänglich sei; da er jedoch nicht an göttliche Offenbarung glaubte, konnte er nur schlussfolgern, dass der menschlichen Erkenntnis endgültiges Wissen grundsätzlich versagt bleibe. „Meinung“ verstand er, etwa dem heutigen Begriff einer „Hypothese“ entsprechend, als bloße Annäherung an die Wahrheit, als Scheinwissen.
Parmenides unterschied in seiner ebenfalls fragmentarisch erhaltenen Schrift Über die Natur (5. Jh. v. Chr.) Aletheia (ἀλήθεια, „Wahrheit“) und Doxa (δόξα, „Meinung“). Im Gegensatz zu Xenophanes hielt er menschliche Erkenntnis für möglich, schränkte jedoch ein, dass sie ausschließlich durch Denken (νοεῖν, noein) erlangt werden könne; die auf Beobachtung basierende Naturphilosophie gelange ‒ ebenso wie der Mythos ‒ lediglich zur Meinung, also zum Schein. Ein Jahrhundert später unterschied Sokrates die Doxa von der Epistêmê (ἐπιστήμη, „Wissen“). Platon folgte ihm darin und bezog „Meinung“ auf die veränderlichen, sinnlich wahrgenommenen Dinge, die kein Wissen im engen Sinne zulassen; er unterschied zwei Gestalten der Meinung, nämlich die Vermutung (εἰκασία, eikasia) einerseits und den Glauben bzw. die Überzeugung (πίστις, pistis) andererseits. Aristoteles wich davon insofern ab, als er feststellte, dass jeder Meinung zwangsläufig eine Überzeugung (pistis) innewohne: „denn es ist nicht möglich, dass jemand, der eine Meinung hat, von dem, was ihm wahr zu sein scheint, nicht überzeugt ist“.
Arkesilaos vertrat im 3. Jh. v. Chr. die Auffassung, dass nicht nur der Sinneswahrnehmung nicht zu trauen sei, sondern dass auch Intelligibles, also Gegenstände, die nur über den Verstand zu erfassen sind, nicht mit letztlicher Gewissheit erkannt werden können. Er begründete damit den Skeptizismus innerhalb der Platonischen Akademie und riet den Philosophen, auf die Formulierung von Lehrmeinungen ganz zu verzichten. Eine entgegengesetzte Position nahmen die Stoiker um Zenon ein, die großes Vertrauen in Begründung und Argumentation (λόγος, lógos; lat. ratio) hatten und Wissen dann gelten lassen wollten, wenn das Gewusste durch keinerlei Argumentation widerlegt werden könne. Meinungen verstanden die Stoiker als „schwache oder falsche Annahmen“. Über die Klassiker (Sokrates, Platon, Aristoteles) gingen sie hinaus, indem sie als Wahrheitskriterium, das Meinung und Wissen voneinander schied, das Erfassen (κατάληψις, katalepsis; lat. comprehensio) einführten.

### Scholastik
Thomas von Aquin und die Vertreter der Spätscholastik, die sich eingehend mit Aristoteles auseinandergesetzt haben, verstanden unter opinio eine Meinung, bei der der Verdacht mitschwingt, dass die Wahrheit einer Aussage nur irrtümlich angenommen wird. Daneben benutzte Thomas den Ausdruck gelegentlich auch, um eine bloße Neigung zum Fürwahrhalten zu bezeichnen.

### Neuzeitliche Philosophie
Spinoza unterschied in seiner Ethik (1677) drei Stufen der Erkenntnis: Einbildung bzw. Meinung (imaginatio/opinio), Vernunft (ratio) und intuitive Erkenntnis (scientia/cognitio intuitiva). Als empirisches Wissen, das auf Wahrnehmung und Erinnerung beruht, war imaginatio für ihn die niedrigste Art der Erkenntnis; sie entspringt seiner Auffassung nach ja nicht der Aktivität des menschlichen Geistes, sondern wird von diesem nur passiv wahrgenommen. Kant verwendete Meinung und meinen im selben Sinne wie die Griechen; einer Meinung liegt für ihn immer eine mögliche Erfahrung zugrunde, während in Urteilen a priori kein Meinen stattfindet.
In der Erkenntnistheorie der Gegenwart spielt der Begriff „Meinung“ u. a. beim Gettier-Problem eine zentrale Rolle.

## Belege
1. ↑  Hjalmar Falk, Alf Torp: Wortschatz der germanischen Spracheinheit. Vandenhoeck & Ruprecht, Göttingen 1979, ISBN 3-525-26405-4, S. 302.
2. 1 2 3 4 5  Meinung. Abgerufen am 14. Oktober 2013. Deutsches Wörterbuch von Jakob Grimm und Wilhelm Grimm.
3. ↑  Martin Luther: Eine Auslegung des Vater Unsers. Abgerufen am 14. Oktober 2013.
4. ↑  1. Korinther 7.25 (Luther, 1912). Abgerufen am 14. Oktober 2013.
5. ↑  Karl Lachmann (Hrsg.): Gotthold Ephraim Lessing. Sämtliche Schriften. Band 5. Voß, Berlin 1838, S. 47 (eingeschränkte Leseprobe in der Google-Buchsuche).
6. ↑  Ludwig Tieck: Sämmtliche Werke. Erster Band. Tétot Frères, Paris 1837, S. 76 (eingeschränkte Leseprobe in der Google-Buchsuche).
7. ↑  Franz Schupp: Geschichte der Philosophie im Überblick. Band 1: Antike. Felix Meiner, Hamburg 2003, ISBN 3-7873-1701-5, S. 88 f.;
Franz von Kutschera: Das Fragment 34 von Xenophanes und der Beginn erkenntnistheoretischer Fragestellungen. (PDF; 1,3 MB) Abgerufen am 17. Oktober 2013.
8. ↑  Parmenides: Fragmente. Abgerufen am 15. Oktober 2013.;
Jan Rohls: Offenbarung, Vernunft und Religion. In: Ideengeschichte des Christentums. Band 1. Mohr Siebeck, Tübingen 2012, ISBN 978-3-16-151012-0, S. 48 (eingeschränkte Leseprobe in der Google-Buchsuche).
9. ↑  Jan Rohls: Offenbarung, Vernunft und Religion. In: Ideengeschichte des Christentums. Band 1. Mohr Siebeck, Tübingen 2012, ISBN 978-3-16-151012-0, S. 53–56 (eingeschränkte Leseprobe in der Google-Buchsuche).
10. ↑  De anima. Buch III, Teil 3.
11. ↑  Sextus Empiricus: Adversus mathematicos VII, 151; Friedo Ricken: Antike Skeptiker. Beck, München 1994, ISBN 3-406-34638-3, S. 36 f. (eingeschränkte Leseprobe in der Google-Buchsuche).;
Barbara Guckes: Zur Ethik der älteren Stoa. Vandenhoeck & Ruprecht, 2004, ISBN 3-525-30143-X, S. 84 f. (eingeschränkte Leseprobe in der Google-Buchsuche).
12. ↑  Rudolf Schüßler: Doxanischer Voluntarismus bei Thomas von Aquin. (PDF; 245 kB) Archiviert vom Original am 21. Oktober 2013; abgerufen am 21. Oktober 2013.;
Edmund Byrne: Probability and Opinion. In: A study in the medieval presuppositions of post-medieval theories of probability. Martinus Nijhoff, 1968.
13. ↑  Christof Ellsiepen: Die Erkenntnisarten. In: Michael Hampe, Robert Schnepf (Hrsg.): Baruch de Spinoza. Ethik in geometrischer Ordnung dargestellt. Berlin Auflage. Akademie Verlag, Berlin 2006, ISBN 3-05-004126-9, S. 133 ff. (eingeschränkte Leseprobe in der Google-Buchsuche).
14. ↑  Catherine Newmark: Passion – Affekt – Gefühl. In: Philosophische Theorien der Emotionen zwischen Aristoteles und Kant. Felix Meiner, Hamburg 2008, ISBN 978-3-7873-1867-4, S. 160.
15. ↑  Kritik der Urteilskraft, §90f.